# Chinesenspiel
Chinesenspiel er et brætspil, der stammer fra Pachisi, og som dermed er i familie med ludo. Spillet blev opfundet i det 19. århundredes Tyskland. I dag spilles spillet sjældent og spilleplader ses normalt kun på museer.

## Spilelementer
Spillepladen ser ud som en blanding af pachisi og yut og har visse ligheder med ludo. Hver spiller råder over en enkelt spillebrik, der ligner en kineser i frakke. Spillerne har hver en farve: blå, gul, grøn eller rød. Terningens sider indeholder ikke øjne, men i stedet hver af de fire grundfarver og to hvide sider.

## Spillets gang
Spilleren placerer sin figur i hjørnet, der er udfyldt med samme farve, som spilleren har valgt. En tilfældig spiller begynder. Hvis spilleren slår sin egen farve, skal han flytte brikken ét felt frem. Viser terningen et hvidt felt, skal spilleren ikke rykke, men slå endnu en gang. Slår han én af modstandernes farver, går terningen videre til næste spiller. Figurerne rykkes én gang brættet rundt og derefter op ad en sti, der fører til midterfeltet. Spilleren, der først ankommer til midterfeltet, vinder.